# 巴拉鄉 (蒂米什縣)
45°53′35″N 21°52′50″E / 45.8931°N 21.8806°E
巴拉鄉（羅馬尼亞語：Comuna Bara, Timiș），是羅馬尼亞的鄉份，位於該國西部，由蒂米什縣負責管轄，面積71平方公里，海拔高度172米，2002年人口270，人口密度每平方公里4人。